# Calamophis jobiensis
Espèce
Synonymes
- Brachyorrhos jobiensis (Meyer, 1874)

Statut de conservation UICN

 DD  : Données insuffisantes
Calamophis jobiensis est une espèce de serpents de la famille des Homalopsidae.

## Répartition
Cette espèce est endémique de l'île Yapen en Nouvelle-Guinée occidentale en Indonésie.

## Étymologie
Son nom d'espèce, composé de jobi et du suffixe latin -ensis, « qui vit dans, qui habite », lui a été donné en référence au lieu de sa découverte, l'île Yapen, anciennement nommée Jobi.

## Publication originale
- Meyer, 1874 : Eine Mittheilung von Hrn. Dr. Adolf Bernhard Meyer über die von ihm auf Neu-Guinea und den. Inseln Jobi, Mysore und Mafoor im Jahre 1873 gesammelten Amphibien. Monatsberichte der Königlichen Akademie der Wissenschaften zu Berlin, vol. 1874, p. 128-140 (texte intégral).